# Präriespov
Präriespov (Limosa fedoa) är en fågel i familjen snäppor inom ordningen vadarfåglar. Den häckar på prärien i norra Nordamerika och övervintrar utmed kuster söderut till Venezuela. Arten är en av få nordamerikanska vadare som ännu ej påträffats i Europa. Den minskar i antal, så pass att den sedan 2024 anses vara utrotningshotad.

## Utseende

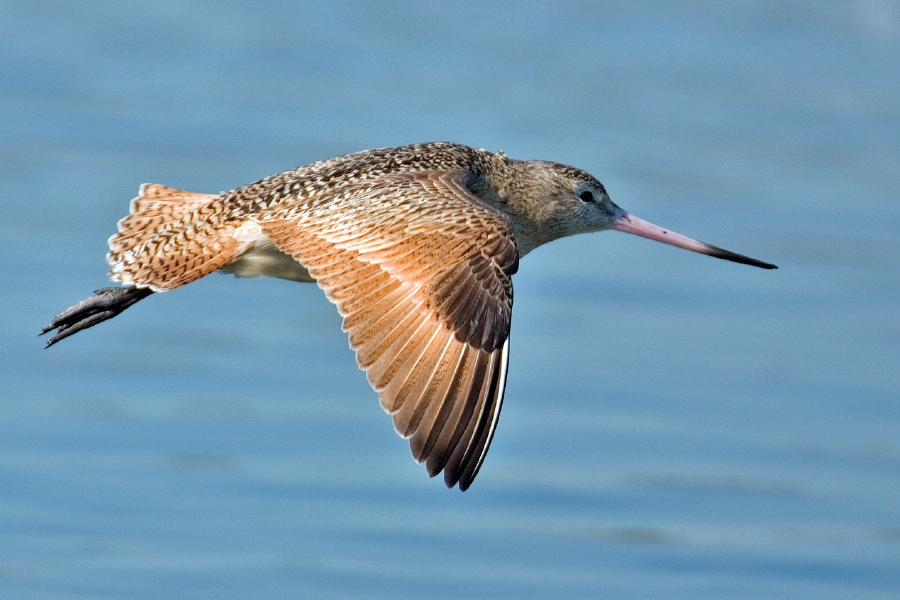
Flygande präriespov i vinterdräkt fotograferad i december vid Huntington Beach, Kalifornien.

Präriespoven är den största av de fyra arterna inom släktet Limosa med en längd på cirka 45 centimeter, ett vingspann på 76 centimeter och en vikt på 370 gram. Det är den art inom sitt släkte som till fjäderdräkten påminner mest om spovarna i släktet Numenius. Den har en lång rak, något uppåtböjd näbb med svart näbbspets och dess ben är mörka. 
Huvud, hals, bröst och undersidan hos den adulta fågeln i häckningsdräkt har mörka fina streck på en botten av ljus sandfärg med inslag av rostbrunt. Näbbfärgen är rosaorange och den har en svagt mörkare tygel och sandfärgat ögonbrynsstreck. Ryggen, övergumpen och stjärten är vattrad i mörkbrunt, beige och med stänk av vitt. Den har ljusa kanelfärgade vingundersidor. Ovansidan av vingen har ett stort fält i liknande ljusa kanelfärg som ringas in av de mörkvattrade tertialerna och mindre täckarna, och de mörka handtäckarna och yttre handpennorna.
Adulta fåglar i vinterdräkt och juvenila fåglar saknar de mörka strecken på bröstet och undersidan och deras näbbrot är rosa.

## Läten
Flyktlätet beskrivs i engelsk litteratur som ett hest, trumpetande "kweh" eller tvåstavigt "kaaWEK", medan spellätet är ett rullande "koWEto koWEto koWEto...".

## Utbredning
Präriespoven häckar i Kanada, i Alberta, Saskatchewan och Manitoba och i USA i de norra gränstrakterna av Kanada i Montana och North Dakota. Den häckar också i området sydväst om Jamesbukten i Ontario, Kanada. 
Präriespoven är en flyttfågel och om hösten flyttar flockar till kusten av Kalifornien, Mexikanska golfen, Mexiko och som längst söderut till Venezuela. Till skillnad från de allra flesta amerikanska vadare har den ännu ej påträffats i Europa.

## Ekologi
Artens häckningsbiotop är prärie i närheten av dammar och våtmarker och den placerar sitt bo direkt på marken i kort gräs. Bona är svåra att finna eftersom den ruvande föräldern gärna trycker hårt, så pass att man kan gå fram till boet utan att den flyger iväg. Präriespoven lägger tre till fem ägg.

## Status och hot
Populationen minskade under 1800-talet på grund av jakt men kom att återhämta sig. Idag minskar präriespoven återigen, så pass att den sedan 2024 är upptagen på IUCN:s lista över utrotningshotade arter, placerad i kategorin sårbar (VU). Världspopulationen uppskattas till 270 000 vuxna individer.